# لینکلن (نبراسکا)
شهر لینکلن مرکز ایالت نبراسکا و دومین شهر معروف این ایالت در آمریکا است. بر اساس سرشماری در سال ۲۰۰۶، جمعیت این شهر ۲۴۱٬۱۶۷ می‌باشد.
کاپیتول ایالت نبراسکا اینجا قرار دارد.

## مراکز علمی-فرهنگی
- دانشگاه نبراسکا